# Islamische Azad-Universität
Die Islamische Azad-Universität (persisch دانشگاه آزاد اسلامی daneschgahe azade eslami, DMG Dāneschgāh-e Āzād-e Eslāmi, ‚Islamische Freie Universität‘; englisch Islamic Azad University) ist die größte private Hochschule mit verschiedenen Standorten bzw. ein Netzwerk von Hochschulen im Iran und im Nahen Osten. Sie ist die Hochschule mit den meisten Studenten im Iran und eine der größten Universitäten weltweit. Ihr zentraler Sitz ist in Teheran. Sie wurde 1982 von Ali-Akbar Haschemi Rafsandschani gegründet. Ihr Präsident ist seit 2017 Farhad Rahbar. Die Universität hat ca. 1,7 Millionen Studenten. Die Universität besteht aus mehr als 400 Abteilungen und Zweigstellen im In- und Ausland (Vereinigte Arabische Emirate, Vereinigtes Königreich, Tansania, Libanon und Armenien, die Gründung weiterer Universitäten und Zweige in Malaysia, Kanada, Afghanistan und Tadschikistan ist in Gang gesetzt), die weit über 30.000 Menschen beschäftigen. Bei den ausländischen Zweigstellen handelt es sich in der Regel um „branches“, also lediglich Büros.

## Standorte
- Islamische Azad-Universität Damavand
- Islamische Azad-Universität Mahschahr
- Islamische Azad-Universität von Karadsch